# Khu nguy hiểm
Khu nguy hiểm (tựa gốc: Brick Mansions) là một phim tội phạm giật gân tiếng Pháp năm 2014 có sự tham gia của Paul Walker, David Belle, RZA, Goûchy Boy, Catalina Denis và Carlo Rota. Phim do Camille Delamarre đạo diễn và Luc Besson, Robert Mark Kamen và Bibi Naceri viết kịch bản. Đây là bản remake của phim Pháp năm 2004 District 13 mà diễn viên Belle cũng đóng.